# Jia Xu
Jia Xu (贾诩), denominado Wenhe (文和) (Wuwei, 147 — 11 de agosto de 223), foi um estrategista e conselheiro durante o final da Dinastia Han e inicio do Três Reinos da era China. Seguiu Dong Zhuo, Li Jue e Zhang Xiu antes de se juntar a Cao Cao.
Jia Xu era conhecido como um homem simples e prático. Morreu quando servia Cao Pi, de causas naturais, com 77 anos de idade.
Recebeu o título póstumo de Marquês Shu (肃 侯; Respeitado Senhor).